# Joel Lindpere
Joel Lindpere (* 5. Oktober 1981 in Tallinn) ist ein estnischer ehemaliger Fußballspieler mit über 100 Einsätzen in der Nationalmannschaft.

## Karriere
Lindpere begann seine Karriere beim damaligen Zweitligisten JK Nõmme Kalju, für den er viele Tore erzielte. Dadurch verpflichtete ihn der Lelle SK für zwei Spielzeiten. Von dort aus wechselte er zum FC Flora Tallinn, anschließend zum FC Valga für zwei Saisons, um dann wieder zum FC Flora Tallinn zurückzugehen. Zur Saison 2004/05 wechselte Lindpere zum bulgarischen Verein ZSKA Sofia, konnte sich dort aber nicht durchsetzen und kehrte erneut nach Tallinn zurück. Zur Saison 2007 wechselte er dann zum norwegischen Verein Tromsø IL. Nachdem sein Vertrag dort nicht verlängert worden war, absolvierte er Anfang Januar 2010 zunächst ein Probetraining beim deutschen Zweitligisten FC Hansa Rostock, wechselte aber im selben Monat in die amerikanische Major League Soccer zu den New York Red Bulls, bei denen er in der ersten Saison in das All Star Team gewählt wurde. 2013 spielte der Este für Chicago Fire. Im Anschluss folgte ein Engagement bei Baník Ostrava. Seit 2015 spielt er wieder in seiner Heimat. Gleich im ersten Jahr gewann er mit FC Nõmme Kalju den Pokalwettbewerb.
In der Nationalmannschaft Estlands ist er seit 1999 Stammspieler.

## Erfolge
FC Flora Tallinn
- Estnischer Meister: 2002, 2003
- Estnischer Pokalsieger: 2015
- Estnischer Vize-Meister: 2000
- Estnischer Supercupsieger: 2002, 2003

ZSKA Sofia
- Bulgarischer Meister: 2004/05
- Bulgarischer Supercup: 2004/05

New York Red Bulls
- All Star 2010